# 陈炯明
陈炯明（1878年1月13日—1933年9月22日），原名捷，字赞之，又字競存，绰号阿烟，曾用笔名陆安，廣東惠州府海豐縣人，曾任粤军总司令、广东省省长、中华民国陆军部陆军总长兼内务部内务总长和中国致公党首任总理。其於護法戰爭期間曾一度入主閩南並於施政上實踐部分無政府主義思想，第一次粵桂戰爭爆發後回粵主政，期間戮力建設廣東並設立廣州市；同時其亦信奉美式聯邦制並因此支持中國聯省自治主張，更為此反對北伐，導致與革命時期的同志孫中山反目成仇。最终陈炯明被孫中山和蔣中正發動東征擊潰，通電下野後逃往香港隱居餘生。

## 生平

### 早年

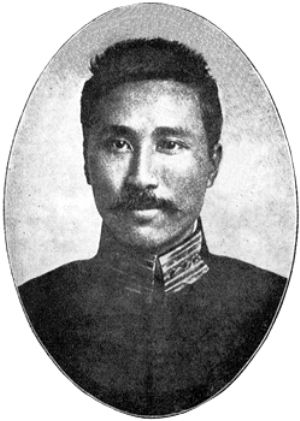
陳炯明青年近照

陈炯明於1878年生于广东惠州海丰县白町乡，1898年中秀才；1906年入讀广东法政学堂首届学员，同届同学中有邹鲁，教员中有朱执信、古应芬，就學期间曾领衔控告惠州知府陈召棠，1908年7月以“最优等生”成绩毕业。 陈炯明毕业后回乡一年倡办海丰地方自治会，戒煙（指鴉片，非煙草）局等社会工作。又筹办《陆安自治报》（后改称《海丰自治报》）。

### 壯年

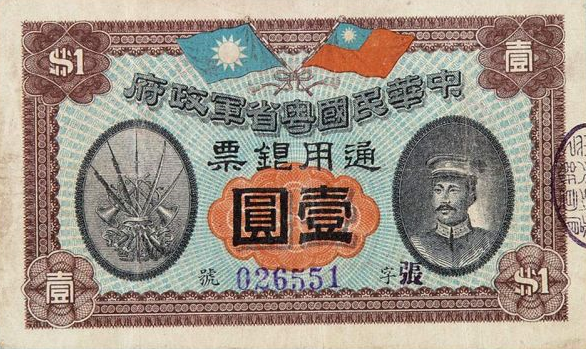
中华民国粤省军政府通用银票壹圆，上有陈炯明头像。

1909年7月，陈炯明当选广东谘议局议员，积极推行各种改革社会与保障人权的议案，后在上海加入同盟会，创办《可报》支持革命党。1910年参与倪映典的庚戌新军起义。起义失败后，陈与马育航，龚石云等经香港回海丰，期间也有参加刘师复组织的支那暗殺團活动。 至5月返回广州，参加谘议局议论整顿粤汉铁路及筹抵赌饷等事的临时会议。
1911年4月的黄花岗起义中，陈炯明為敢死隊第四隊隊長。他一方面参与起义，另一方面又借助自己的议员身份，以個人的房产保护革命党人的准备工作。陈炯明在黄花岗起义中企圖以炸彈行刺廣東水師提督李準但失手，因此逃亡香港避居九龍城。
辛亥革命爆發後，10月底獲南洋华侨资助於海陆丰筹备革命民兵，起義占领惠州並稱「循军」。11月8日领循军入广州，與胡漢民一同說服北洋新軍第二十五鎮統制龙济光反清。1911年11月9日，廣東宣布獨立並建粵省軍政府，陈炯明历任广东副都督、代理都督，他将循军改编为两师分别由钟鼎基、苏慎初任师长。在南北议和、中华民国成立之后，龙济光被任命为广东总绥靖处副经略使。
1913年6月14日，在宋教仁遭暗殺，二次革命爆發前，袁世凯任命陈炯明为广东都督，意圖以此取代孫中山的政治盟友胡漢民並控制廣東省；然而陳炯明被黃興說服決定起兵反袁。7月18日，陈宣布广东独立並自任讨袁军总司令，袁世凯得知拉攏失敗後即命龙济光为广东镇抚使讨乱。8月4日，陈炯明所轄的粵軍第二師師長苏慎初被袁世凱收買，在牛王庙炮擊都督府，陳炯明雖派出衛隊企圖鎮壓，但衛隊出兵後即譁變倒戈反陳，頓失兵權的陳炯明在8月4日夜間趁隙潛逃香港，不過其搭乘的船隻遭到香港政府控制，香港政府拒絕讓陳炯明上岸。
無法在香港立足的陳炯明原計劃前往法国，中途停留新加坡时被當地華僑說服並留下圖謀日後反攻。其於當地華僑與同鄉陳演生的協助下開始於新加坡經營據點，協助反袁的國民黨人在當地立足。其後與鄒魯合作，在香港與新加坡等地繼續籌劃反袁行動。在袁世凱退位前曾多次金援廣東的反袁戰事，並藉由華僑救濟等方式持續在廣東省境累積聲望。由於龍濟光在廣東的暴政招致民怨，因此陳炯明1915年底於建議下從新加坡潛回陸豐縣招集舊部，與朱執信等人指揮的中華革命軍結盟，在廣東繼續發動多場反袁兵變。隨著12月底反袁世凱稱帝的護國戰爭之發展，陳炯明在民國五年（1916）1月將廣東主要的反袁部隊整合為討逆共和軍，與其它南方省分的護國軍結盟，在廣東省進行更大規模的反袁戰爭。
陆荣廷的舊桂系部队击败龙济光进入广东，北洋政府调停龙济光退驻广东西南的雷州地区。在洪憲帝制落幕，袁世凱病死、龍濟光失勢，陸榮廷主導廣東軍政大權後，不屬於陸榮廷指揮的討逆共和軍，在身分與立場上成為廣東省政的棘手問題。陳炯明最後在親信的建議下決定交出指揮權，並將討逆共和軍編遣，僅留下約萬人部隊，其中一半改編為廣東陸軍，分駐各地駐紮警備，另一半改編為廣東警衛軍，由廣東省長朱慶瀾接收。由於陳炯明的合作態度，北京國民政府封其为“定威将军”，並授其上將軍階。大總統黎元洪因此邀請陳炯明至北京，並在民國六年（1917）1月13日聘陳炯明為高級軍事顧問，但是陳炯明未接此職。因先曾与代表孙文的朱执信交涉，1917年8月底，广东省长朱庆澜辞职，立即將直属省长的广东警卫军交給陳炯明指挥。

### 入主閩南

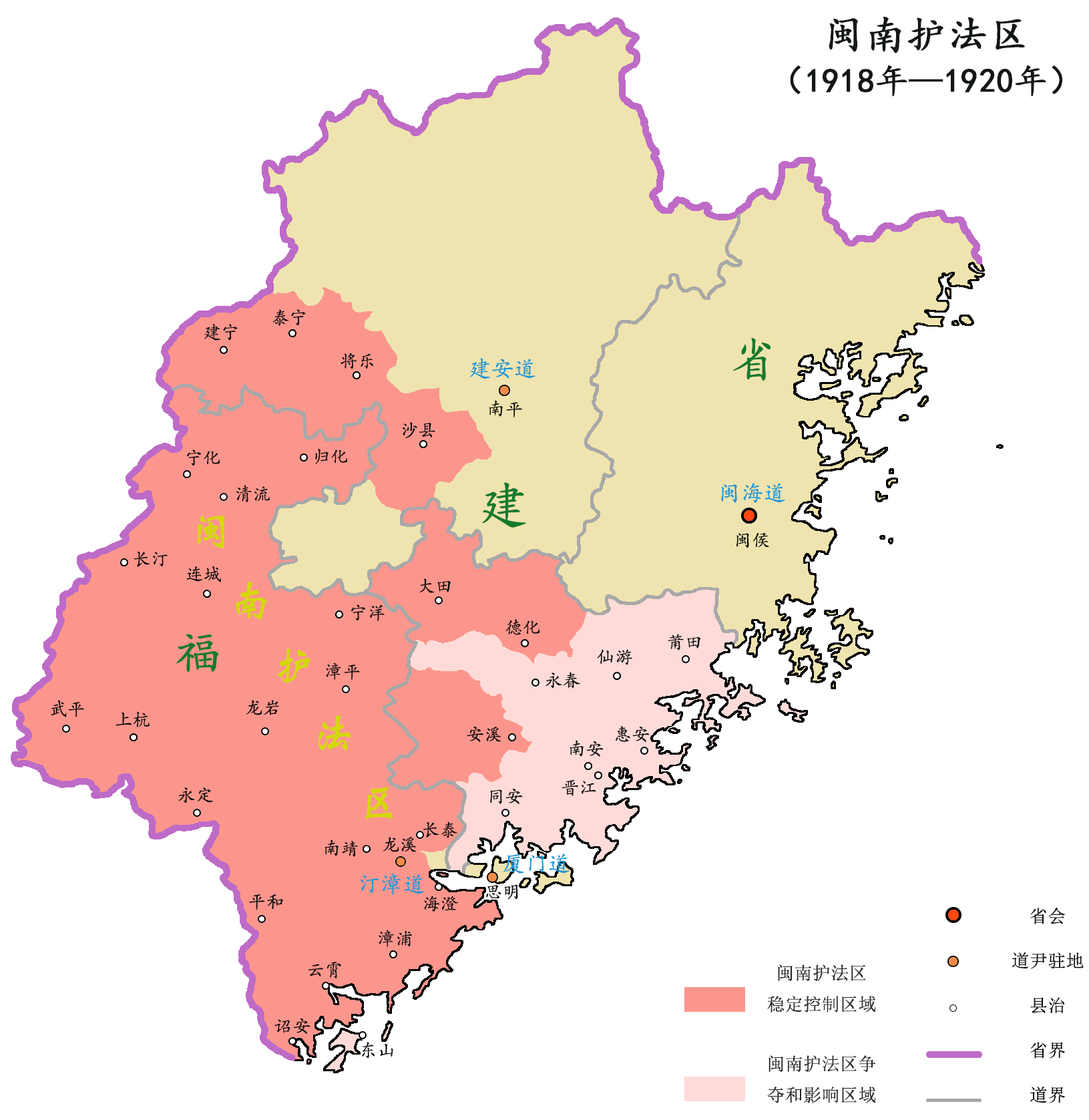
闽南护法区控制区域图

1917年9月护法军政府於廣州成立，護法戰爭隨即爆發，孙文任命陈炯明为第一军总司令，陈便把警卫军改编为「援闽护法粤军」，翌年（1918年）1月于广州誓师，进军福建。2月6日，陈炯明兼任惠潮梅督办，在当地设立筹饷局，在汕尾建立造弹厂等设施，并协助当地人修筑道路。孙文对陈炯明日见倚重和信任，尤其是向海外华侨募捐，把二十营警卫军改编为两个军，第一军由陈炯明统帅:295。1918年8月31日，援闽护法粤军进驻漳州，9月建立闽南护法区。陳炯明在闽南擅置地方官员，军政府非常不满，因此撤销了陈的惠潮梅督办职务，取回盐稅矿捐使用权，又派刘志陆驻兵海丰，监视陈炯明，后來莫荣新撤走海丰驻兵，息事宁人，但从此埋下陈炯明与军政府不和的种子。11月14日首次南北試圖議和，雙方曾一度停火，但陈炯明仍佔領闽南两年零四个月，期间设立闽南护法区致力施行新政。

### 主政广东

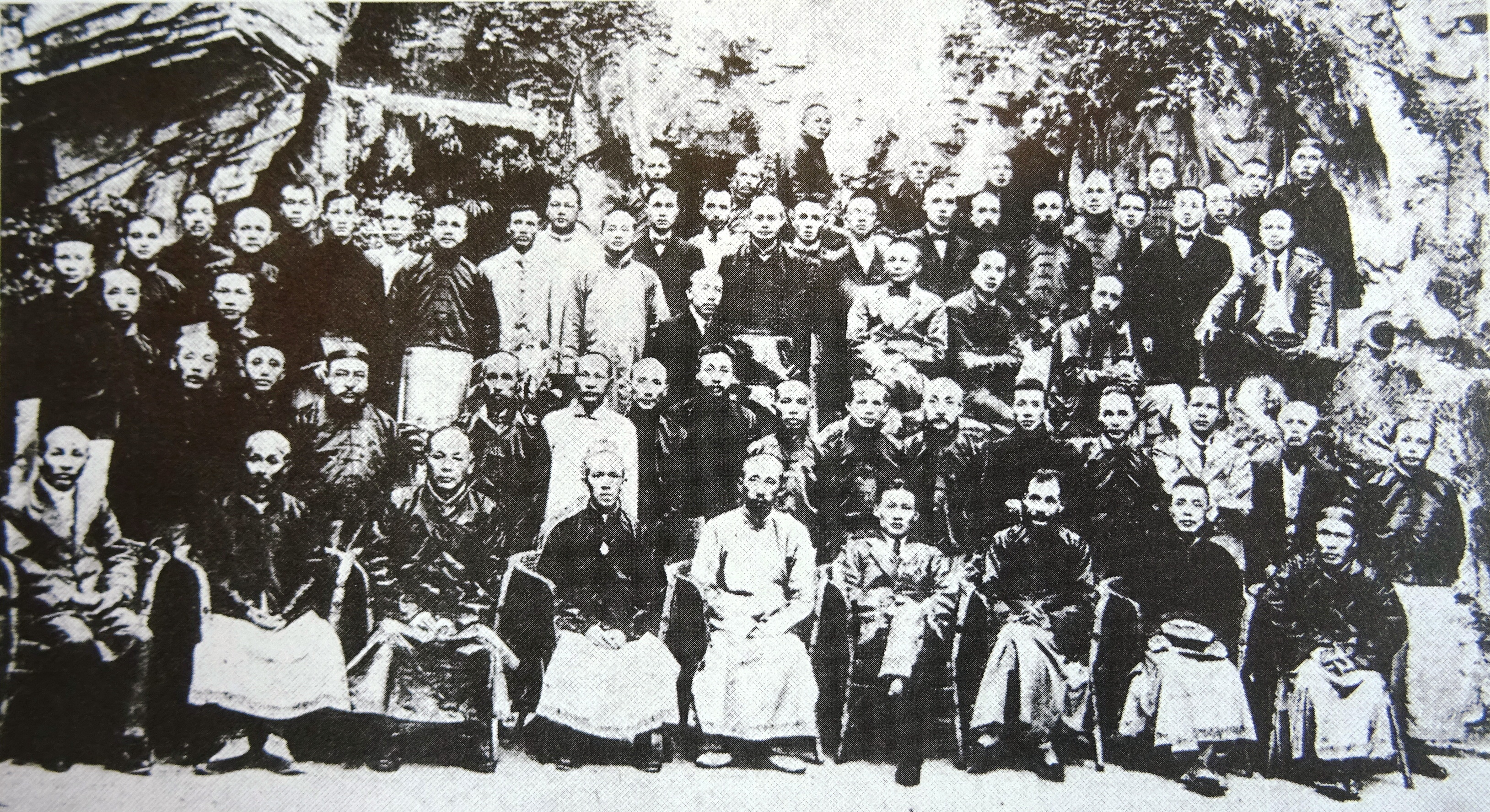
1921年8月陳炯明在廣東推行民選縣長，選出近百人。圖為部分當選人合影。

1920年8月11日，舊桂系操纵的護法军政府於下令以沈鸿英为总司令，兵分三路發難进攻潮汕閩南一帶的粵軍，第一次粵桂戰爭正式爆發。陈炯明因此被逼與北洋皖系的福建督軍李厚基議和撤軍，確保後方安全後隨即聯手许崇智、洪兆麟回師廣東迎敵。11月擊敗桂軍後回粵就任省长，长期受到桂軍欺壓的廣東省欢迎陈炯明主政，海外粵僑合资捐獻60万及飞机12架以示支持。陈炯明邀请孙中山、唐绍仪、伍廷芳回广东，11月孙中山自上海回到广州，并改编陈部由其直辖。11月29日，軍政府任陳為總司令:337。
1921年4月，孙中山召集广东的国会议员召开非常会议，改組護法軍政府為廣州中華民國政府並推舉孙中山出任非常大总统。陈炯明等人以出任总统无异于樹大招風四面树敵，广东目前无力抵抗北方进攻为由反对，但最终未能阻止。6月時桂系军阀再次进犯广东，第二次粵桂戰爭爆發，陈炯明獲軍政府任命為援桂總司令:337並带兵迎擊。此战粵軍虽大败桂系且一度反攻廣西，但全军最終死傷五分之一，士气大挫。陈炯明主张实行“联省自治”（民选议员和地方长官等）；这与孙中山的北伐、武力统一的主张有所冲突。8月初，陈炯明进入南宁后，原打算协助马君武筹划仿照广东省的「地方自治」计划，包括恢复省议会，筹设仿照广州的市政府。但孙再下令陈炯明北伐，激化其与陈的矛盾。
1922年夏，孫「自桂回粵」:9。4月，孫执意北伐，陈炯明无法接受孫的条件，遂被其罢黜。4月21日，孫免去陳援桂總司令一職:338:9，廣東省政府免去陳炯明廣東省省長一職，任命伍廷芳接任:338。陳炯明被罷黜下野後退隱惠州。

### 兵敗下野
1922年4、5月间，第一次直奉战争爆发，奉军战败，使得孙中山原本的打算落空。6月1日，旧国会参众两院议员王家襄、吴景濂等在天津集会，宣布“非法总统”徐世昌无效。5月27日，命以陸軍總長辦理兩廣軍務:338。
3月23日，陈舊部粤军将领邓铿遭暗杀，孙文一方坚称是陈炯明所為，但近年来一些学者根据史料認為此事有可能是孙文一方所为，陳炯明勢力與孫的關係因此急轉直下。6月2日，徐世昌宣布辞职，之後黎元洪复职。北方各界紛紛以护法运动目的已达为由要求孙辭職下野，以求打破两个总统的僵局，以叶举為首的陳炯明舊部也联名支持。6月16日，叶举在電報通知孫後出兵围攻总统府，並鸣炮警示孫离开广东:9並佔領廣州城:338。孫逃至永豐艦（後改名中山艦）上还击轰炸广州後离开广东，史称「六一六事变」。9月16日，陳自任總司令:338。蔣中正即回師廣州討伐陳部:41。
1923年1月4日，孙文通电讨伐陈炯明，并收买滇軍杨希闵部、桂軍刘震寰部，與拥护孙文的许崇智粤军联合，组成东西两路“讨贼军”，合击陈炯明。1月15日陈炯明宣布下野，次日撤出广州退守惠州东江。2月21日孙中山重回广州。5月28日至10月27日期間，孙軍围攻惠州，粤军死守。陈炯明实际未有参加战斗。10月粤军发动反攻打入广州近郊，但仍無法攻入廣州城，双方保持僵局。
1924年广州发生广州商团事变，广东商界由于孙中山的暴行而转向支持粤军。陈炯明趁孫中山北上北京南北議和的機會，同年12月27日於汕頭宣布就任救粵軍總司令，並發布總動員令，企圖消滅擁護孫中山的國民政府。陳炯明在此戰集結在廣東的舊部以及滯留廣東的反孫中山外省軍事實力派部隊，救粵軍部隊包括了：
各路總指揮葉舉
第一軍軍長林虎、第二軍軍長劉志陸、第三軍軍長尹驥、第四軍軍長李易懷、第五軍軍長熊略、第六軍軍長楊坤如、第七軍軍長黃大偉、獨立師師長李明復、獨立支隊隊長翁騰輝
由於當時軍事編制混亂，救粵軍規模未有實際統計，但推估總和兵力超過7萬以上，其進軍動線為
東路（自潮州、汕頭、興寧、梅州出兵）：總指揮林虎、副總指揮洪兆麟
中路（自惠州、廣九鐵路出兵）：總指揮葉舉
陳炯明在粵東一帶的勢力對國民政府猶如芒刺在背，1925年2月，國民政府組織以楊希閔為總司令的「東征聯軍」，與陳炯明指揮的救粵軍進行決戰。在1925年2月，由建國粵軍與黃埔軍校師生合組的黃埔軍校教導團在第一次東征時擊潰了陳炯明麾下戰力最強的林虎部隊，使與救粵軍結盟的地方實力派對作戰前景抱持消極態度，雖然孫中山的猝然病逝一度使陳炯明獲得喘息，並得到陳廉伯的援助恢復部隊戰力，但是在第二次東征時再度兵敗。兩次東征戰役過後，救粵軍戰力已幾近遭全數殲滅，殘部亦為福建軍閥所繳械，無力再對抗國府。至此陈炯明兵敗並通電下野，逃亡香港並隱居餘生。

### 晚年

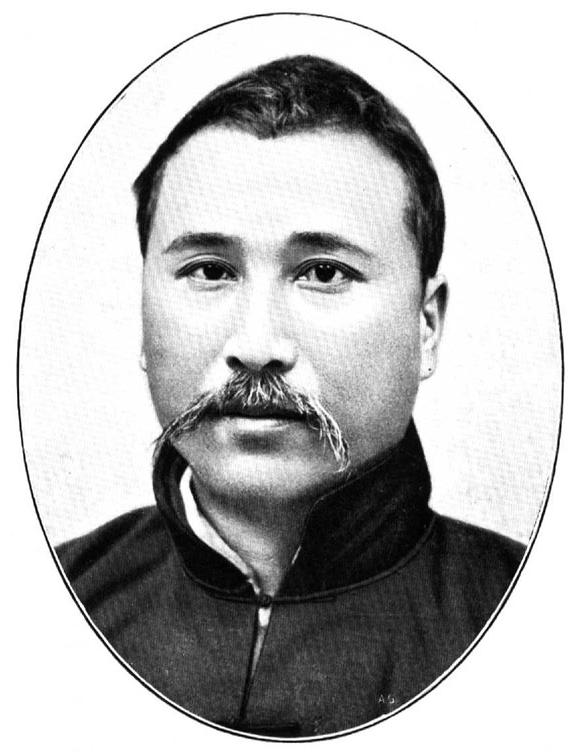
陈炯明晚年近照

1925年10月10日，其前身为前清洪门秘密会社的「美洲致公堂」，正式改组为中国致公党，陈炯明被推举为总理。
陈炯明晚年生活拮据，有时甚至三餐不继。九一八事变後，有日本人送他八万元支票，陈炯明在支票上打叉退还。最終陳於1933年病逝香港，停尸於家中的一张行军床，连棺材也是母亲备用的棺木。其后，致公党继承了他的遗志，与国共两党合作抗日，后来又联共反國民政府，直至今天都是中共的参政党之一。
陈家收到各方挽联达三千多幅，陈立夫、邹鲁、章太炎、吴佩孚、段祺瑞、居正、尢列、张东荪、张君劢、朱庆澜、曹亚伯、徐傅霖、黄绍竑、陈铭枢、黄素居、徐景唐、黄三德、褚辅成、马育航、黄季陆、谢炳文等均有送联。因家中无钱下葬，灵柩存放于香港东华义庄。1934年他的旧部发起募捐活动，社会各界纷纷捐资，其中包括有汪精卫、陈济棠、蒋中正等人。1934年4月3日（农历三月初一，1921年陈任省长时下令禁烟的日子）终葬于惠州西湖旁紫薇山。

## 身后

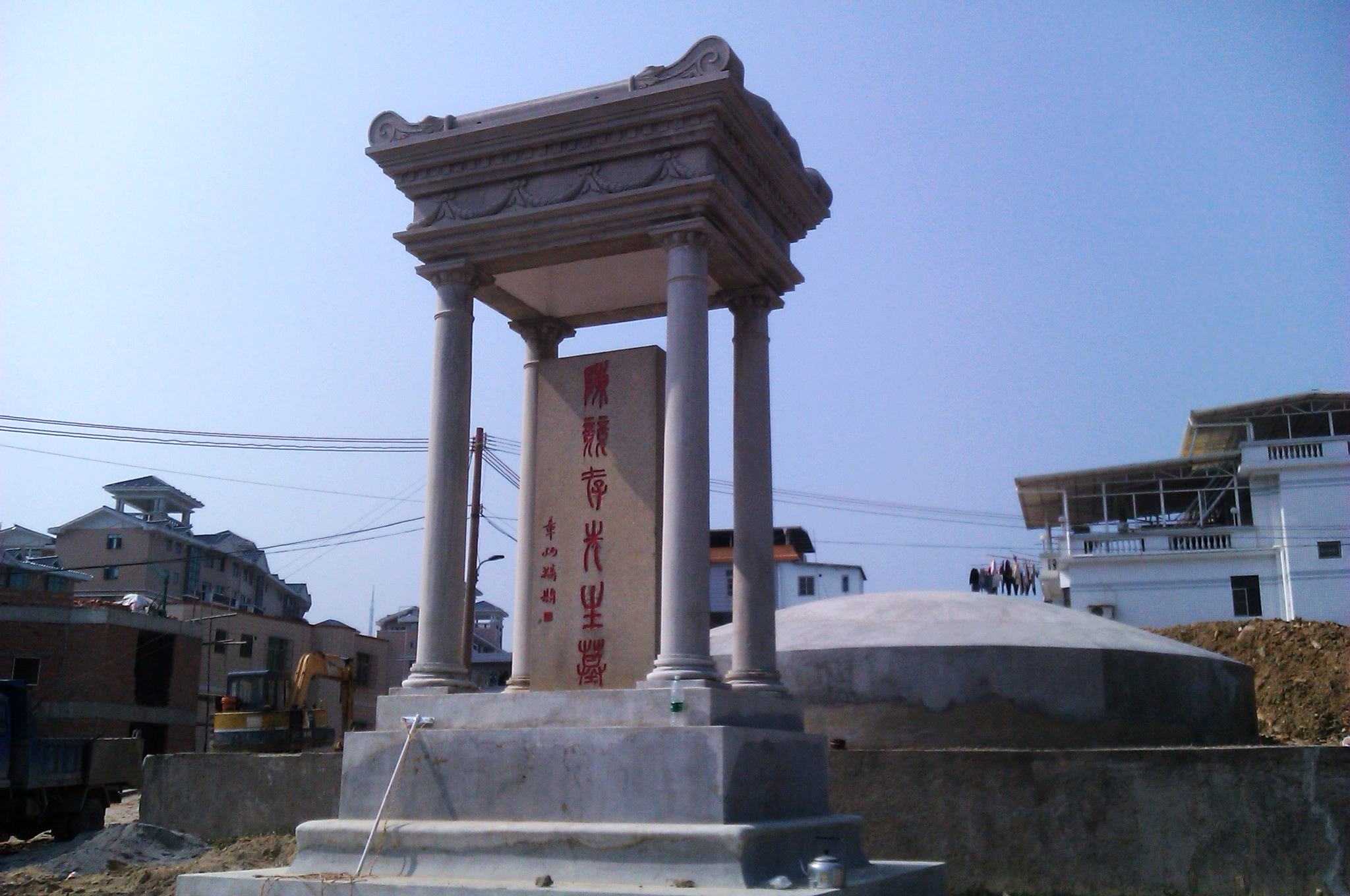
攝於2013年，位於廣東惠州的陈炯明墓。

文化大革命时，红卫兵用12磅大锤猛击陈墓3米多高的花岗岩大碑未成，打算翌日用炸药炸平坟墓，第二天却被村民以害怕危及周边房屋为由保护起来。陈炯明墓在1990年被列入惠州市文物保护单位，但之后多年，当地政府也没有修葺此墓。直到2010年底，惠州当地政府才重新规划修复该墓及周边地区。

## 政治理想及试验

### 政治
1919年12月1日，陈炯明创办《闽星》半周刊，倡言“全人类社会主义”，并曾以“红年大熟”为题，祝贺俄国十月革命的成功。1920年1月1日，陈炯明又创办《闽星日报》，鼓吹进化论。陈炯明写道：进化的极点，就是“使全人类有均等的幸福”，“达到无国界、无种界、无人我界的境地”。
由于陈炯明治理有方，漳州面貌焕然一新，一份德国报纸评价道：“东方一颗明星，正在放出光芒”1920年5月1日，《北京大学学生周刊》刊文称漳州为“闽南的俄罗斯”，陈炯明在漳州所实行的措施“共产时代当亦不过如此”。
1920年4月下旬，陈炯明部驻军福建期间，苏俄派路博将军（即阿列克谢·波达波夫）送列宁亲笔信与陈炯明联系，并咨询陈是否有合作的可能。在1920年5月8日给列宁的覆信中，陈炯明指出：“人类所有的灾难都来自资本主义的国家制度。只有消灭国界，我们才能制止世界战争，只有消灭资本主义，我们才能考虑实现人类的平等。”“民众懂得有更好的共和政制，即不患再有反革命”，希望“新中国与新俄国将如同挚友一般携手并进”，并宣称“我更坚信布尔什维克主义定将造福于人类，我愿将尽全力将布尔什维克主义原则传播到全世界。”“我的使命不仅是改造中国，而且要改造整个东亚。”表达了他的雄心壮志。同年，陈炯明发表《致旅俄中国工人弟兄书》，号召旅俄的中国工人“如能重回祖国传播俄国革命种子，则国人必起而共同奋斗，建立一崭新之社会主义中国。”
1920年11月陈炯明回到广东，就开始筹划重组军政府，团结西南，建立十二省联省政府的初步计划。他的最初目标是将广东建设为模范省。
1921年3月，苏俄《外交部公报》称陈炯明为“一受过良好军事教育之中国最杰出军人之一，坚定的共产主义者”。在波氏访问前，英美两国的情报里，对陈炯明已常有“布尔什维克将军”之称。美国驻厦门领事曾报告说，陈是一个“社会主义者”。

#### 聯省自治
民國時期的聯省自治並不是陳炯明最早提出的，梁啓超在其所寫的《解放與改造發刊詞》中，首次提出聯省自治的政治主張。
在地方自治上，政府颁布“暂行县自治条例”，“暂行县长选举条例”和“暂行县议会议员选举条例”。条例规定，县级政府具有地方部分事务的决策权，而条例未规定者归省政府管理。县议会议员有限期，县政府受省政府监督。
民选县长由县民直接选举县长侯选人三名，再由省长择一委任，这是为了避免部分地方恶势力干扰选举。舞弊违法的问题则交由省法院处理。当时番禺县的县长选举，两次被法院否决。县级议员方面，每个县的议员名额由本县居民数量计算。议员本身只是人民的代表，没有薪酬只有一些公务费用报销。

#### 司法独立
陈炯明将地方法院分为数级，分别为地方审检厅、一等地方法庭、二等地方法庭、三等地方法庭。同时他严禁自己的部队未经司令部允许将犯人就地枪决。

#### 禁赌禁煙
陈主政广东，就马上禁赌、煙（指鸦片）。并在广州东校场公开销毁十四万两，价值四十万元的鸦片烟。

#### 裁兵减政
陈一方面裁减广东驻军，另一方面着手裁减政府人员。

#### 制定省宪
1921年初，广东省议会选出省宪起草委员会进行起草省宪。同年12月19日，正式通过“广东省宪法草案”。这比湖南与浙江两省的省宪晚几个月。广东省宪规定比较简单，起草主任黄毅与湘浙两省宪的起草人，中华民国约法起草人之一王正廷有密切联络。
陈炯明並沒有批准和實行廣東省的憲法草案，到了他那兒就石沉大海。

### 经济

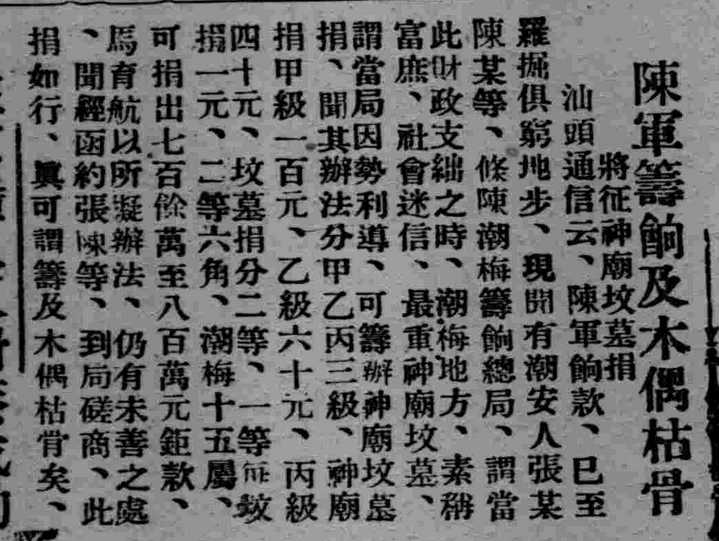
陈炯明治粤时期坟墓捐

陈炯明在任期间，广州市的正式建市，由其主导进行，建立立法、行政、财政、审计等机构。他又下令兴建公路，公家兴办实业，扶持民間企業。
1924年4月6日，当时陈炯明所部洪兆麟军饷欠缺，二人以筹集军饷为名，在潮梅各县开设神庙、坟墓捐，把神庙分成甲、乙、丙三级，甲等100元，乙等60元，丙等40元，坟墓一等１元，二等６角，估计收入700多万光洋。7月29日，陈炯明又与洪兆麟在潮汕开办麻将捐，第一年可收6.2万元。同年，陈炯明征收烟税300多万光洋，解决了许多财政问题。

### 教育
陈炯明曾在家乡和梅州、揭阳等地兴办免费的公立学校。
1920年10月，陈炯明以广东省省长名义致电陈独秀，请其来广州任广东教育委员会委员长，兴办教育。陈独秀提出三点要求，一是教育不受行政干涉；二是以广东省收入的十分之一拨充教育经费；三是行政措施与教育所提倡之学说作同一趋势。陈炯明同意后，12月16日晚，陈独秀同维经斯基、李季、袁振英等人一道，从上海赶赴广州，一起面见了陈炯明。
1921年1月中旬，广东省长公署设立广东全省教育委员会，陈独秀出任委员长，主持一切教育行政事宜，总揽全会事务。在陈炯明的支持下，陈独秀提出了一套系统全面的教育模式：
- 创办宣讲员养成所。
- 首倡男女同校。
- 创立注音字母教导团。
- 开办工人夜校。
- 开办俄语教学。

### 女权
陈炯明亦对女权运动大力倡导并给予支持，主张经教育权利、人身权利和政治权利的现实主义的顺序渐次达到。
1921年1月，陈炯明聘请陈独秀出任广东全省教育委员会委员长，陈独秀相继在广东省设立女子师范学校、广东女界联合会，并发表演说指出：“中国的家庭，家姑压迫媳妇，小姑压迫嫂嫂等事情非常之多，女子在未婚时服从父母，既婚之后，服从丈夫，丈夫死了，还要服从所生的孩子，都是不正当的人生。”对广东地区马克思主义思想的传播产生了重要的推动作用。

### 农民运动
1918年1月，陈炯明曾资助83名男女学生留学英、法、美、日，彭湃即身在其列。1921年5月，彭湃自日本学成归粤，于故乡海丰成立“社会主义研究社”与“劳动者同情会”。8月，他前往广州向陈炯明说明情况，得到陈的全力支持，并被任命为海丰县劝学所所长。陈炯明最初对彭湃发起的海陆丰农民运动抱持宽容与支持之态，并试图说服彭湃为其服务。
随着海陆丰农民运动的发展和农会的扩大，海丰士绅阶层屡向陈炯明报告农会的危险性，尤其农会与在俄国支持下合流的共产党及国民党之间愈益密切的关係。1924年2月10日，陈炯明将彭湃、王作新与海丰的豪绅代表邀至私宅会面。彭湃表明了自己的所有观点，豪绅随即向陈炯明施压，王作新则称若陈炯明继续庇护农会，他将辞职。
3月21日，王作新奉陈炯明之命布告解散农会，海丰农会由此转入地下状态。彭湃因此对陈炯明深为愤恨，称“此人非杀不可”。4月上旬，彭湃转赴广州加入中共。 1925年2月黄埔军校革命军第一次“东征”陈炯明，彭湃和海陆丰农会积极参加及配合东征军，击溃陈炯明的部队，海丰县农会於1925年3月恢复；6月东征军暂离开海丰，陈炯明部重占海丰后对农会进行了报复，并毁了彭家。殷丽萍对陈炯明与海陆丰农民运动关系的研究亦认为陈是受当地地主豪绅压力而开始反对农民运动。

## 評價
無論是中國國民黨主導的國民政府，或是中國共產黨主導的中華人民共和國政府，在教科書上描述陳炯明都以「逆黨」、「叛軍」、「叛徒」稱之。1990年代以後開始有部分學者重新考證其生平，陳炯明之子陳定炎著有《一宗現代史實大翻案》一書，企圖讓世人重新認識陳炯明，但由於引用資料過度依賴香港的《華字日報》，遭到楊津濤、劉京一等學者的批評。
1920年12月15日香港《華字日報》轉載上海《申報》對陳炯明的評論云：「陳氏為人剛毅果敢沈默寡言，其私人道德，可為南北權要之模範。」
章太炎讚誉陈炯明「清操绝于时人，于广中弥不可得」。
孙逸仙曾坦言陈炯明「不好女色，不要舒服，吃苦俭朴，我也不如」。
劉仲敬評陳炯明「真能不受外援，不賣國土，唯陳炯明足以當之。陳炯明歷任方面大員，毫無貪污，家無恆產，病危不能支付房租，死無買棺之費。」。

## 家庭
- 妻黄雲（娥），是陳炯明老師的女兒。兩人在陳21歲時結婚。黃于1936年去世，育有五女三男。[44]
- 女儿名字分別為陳宝瑶、陳碧瑶、陳瑞瑶、陳淑瑶和陳娓瑶。
- 长子陈定夏，与胞弟陈定炎同赴上海就学，闻父病危之讯即乘船急赴香港，但因船上食/水不潔而不幸感染痢疾，抵港後終於父出殯前夕（1933年9月30日）凌晨4時病逝[45][46]。
- 次子陈定炎（1923年11月22日－2006年9月7日），航空和机械工程专业出身，碩士及博士分別畢業於特拉华大学及哈佛大学。曾任職通用动力與电船公司研发组经理及美國海岸防衛隊行政督办，亦曾任教於美国罗德岛大学、圣母大学及康涅狄格大学等知名學府。晚年研究历史资料为父亲翻案。[47]
- 三子陳定炳。陳炯明与章太炎（炳麟）的交情甚笃，因此把两幼子的名字，取自章氏的名号。

## 流行文化
海丰民谣乐队五条人有一首歌《陈先生》歌唱了陈炯明的生卒葬之年份。歌中只有三句歌词：“1878年伊生于海丰；1933年佢死于香港；1934年其葬于惠州”，分别以三地民众最常用的语言，即福佬語海丰话、广东话与客家话演唱。

## 外部連結
- 陳炯明研究中心
- 陈炯明史料研究
- 杨津涛：别再拿陈炯明来黑孙中山
- 叶曙明：1922年的陈炯明与孙中山